# PureOS
PureOS ist ein freies Betriebssystem für Smartphones und Notebooks des Unternehmens Purism.
Das Betriebssystem setzt auf dem Betriebssystemkern Linux auf und basiert auf einer durch die Firma veränderten Variante der Distribution Debian.
PureOS wurde von der Free Software Foundation (kurz FSF) in die Liste der freien Distributionen aufgenommen.
Das Betriebssystem wird mit einer Vielzahl an vorinstallierten Programmen ausgeliefert, darunter bekannte wie die Desktop-Umgebung Gnome, aber auch neue wie der Webbrowser PureBrowser, eine durch die Firma modifizierte Variante von Firefox. Purism plant jedoch auf Gnome Web als Basis für ihren Browser umzusteigen.

## Technische Merkmale
PureOS funktioniert ausschließlich auf Geräten mit 64-Bit-Architektur. Es wird sowohl die X86 64-Architektur als auch die Arm-Architektur unterstützt. Zudem benötigt das System laut den offiziellen Hardware-Anforderungen mindestens ein Gigabyte Arbeitsspeicher sowie 15 Gigabyte Festplattenspeicher.
PureOS enthält die freien Softwarepakete aus dem main-Archiv der Debian-testing-Version, in welchem Pakete nach dem Rolling-Release-Prinzip laufend aktualisiert werden. Die Pakete werden zum Teil modifiziert, um beispielsweise Elemente zu entfernen, die die Installation von nicht-freier Software vorschlagen.

## Rezeption
Das Betriebssystem wird in der Fachpresse vor allem im Zusammenhang mit Produkten der Librem-Reihe thematisiert.
Das Computermagazin c’t kommt in seinem Test des Librem 15 Notebook zum Ergebnis, dass das System flüssig laufe und die Hardware komplett unterstütze. Da Purism das Repository von Hand zu aktualisieren scheine, bekomme man Updates allerdings eventuell etwas später als bei einem unveränderten Debian. Weiterhin wird kritisiert, dass der PureBrowser mehr Erweiterungen zum Schutz der Privatsphäre anbieten könnte: „Zumindest Privacy Badger und ein Plug-in zum automatischen Löschen von Cookies hätte Purism zusätzlich vorinstallieren können“.